# Arthur Örtenblad
Olof Arthur Örtenblad, född 4 augusti 1863 i Ör, Älvsborgs län, död 28 december 1901 på Serafimerlasarettet i Stockholm (i november kyrkobokförd i Karlskrona stadsförsamling), var en svensk lärare och  tecknare.
Han var son till lantbrukaren Otto Gustaf Örtenblad och Ida Ulrika Fryxell, kusindotter till kyrkoherden Olof Fryxell som förrättade barndopet. Efter sin filosofie kandidatexamen i Uppsala studerade Örtenblad språk och konsthistoria i Tyskland 1893–1894 samt i Italien 1898 innan han slutligen arbetade som lärare. Vid sidan av sitt arbete var han verksam som tecknare och finns representerad vid Uppsala universitetsbibliotek med teckningen Officer till häst.